# Rimouski
Rimouski è una città canadese della provincia di Québec situata nel municipio regionale della contea di Rimouski-Neigette nella regione amministrativa di Bas-Saint-Laurent. Si trova circa a 300 km a nord-est della città di Québec, sulla riva sud del fiume Rimouski, estuario del San Lorenzo. Conta circa 46 000 abitanti (un quarto dei quali sono studenti) ed offre numerose attrazioni turistiche.

## Posizione geografica
Rimouski è una capitale regionale ed è la sede di molte istituzioni. Nel 2002, il municipio Rimouski è stato fuso con altri quattro municipi (stima della popolazione nel 2001):
- Rimouski (31 305)
- Rimouski-Est (2 058)
- Pointe-au-Père (4 171)
- Sainte-Odile-sur-Rimouski (1 463)
- Sainte-Blandine (2 218)
- Mont-Lebel (334)

## Zone
La città è divisa in undici zone:
- Zona 1 - Sacré-Coeur
- Zona 2 - Nazareth
- Zona 3 - San Germano
- Zona 4 - Rimouski-Est
- Zona 5 - Pointe-au-Père
- Zona 6 - Sant'Odilia
- Zona 7 - San Roberto
- Zona 8 - Terrazzi Arthur-Buies
- Zona 9 - San Pio X
- Zona 10 - Santa-Blandine/Mont-Lebel
- Zona 11 - Le Bic

## Storia

Blasone di René Lepage, fondatore di Rimouski

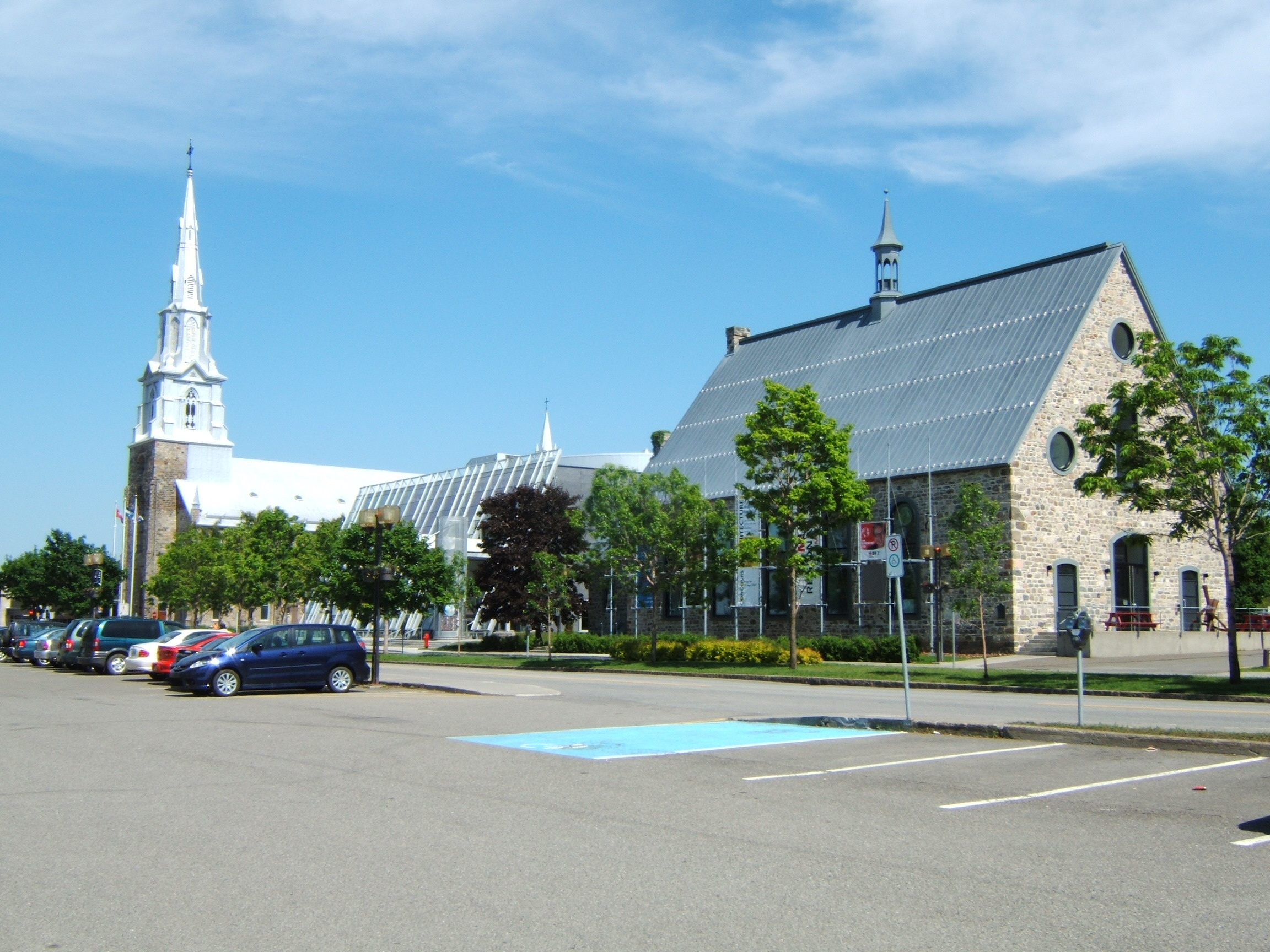
Il centro di Rimouski con la cattedrale di San Germano, la sala di spettacolo Desjardins-Telus e il museo regionale di Rimouski.

Fu fondata da René Lepage, signore di Sainte-Claire nel 1696. Originario di Ouanne, in Borgogna, scambiò una terra che possedeva sull'isola d'Orléans con Augustin Rouer della Cardonnière per la signoria di Rimouski. Augustin Rouere ne era proprietario da 1688, ma non vi si era mai stabilito. René Lepage si stabilì con tutta la famiglia a Rimouski.
La sua famiglia valorizzò le sue terre verso gli anni 1780, epoca in cui furono gradualmente vendute ad un commerciante di Québec, Joseph Drapeau. Si estendevano allora del fiume Hâtée (Le Bic) fino al fiume Mitis. Oggi, un boulevard, un parco ed un monumento all'entrata occidentale della città portano il nome di René Lepage.

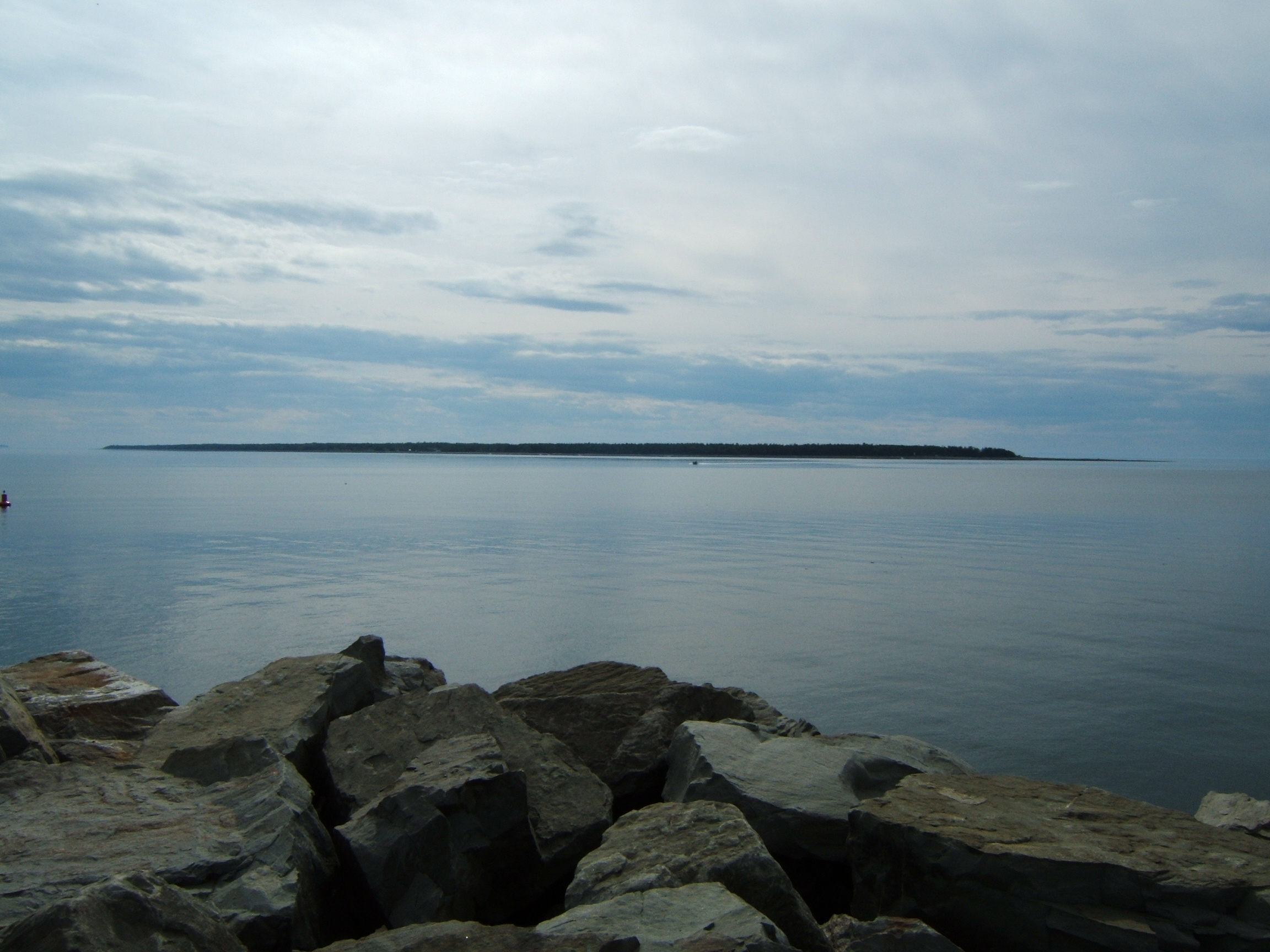
L'isola San Barnaba di fronte a Rimouski

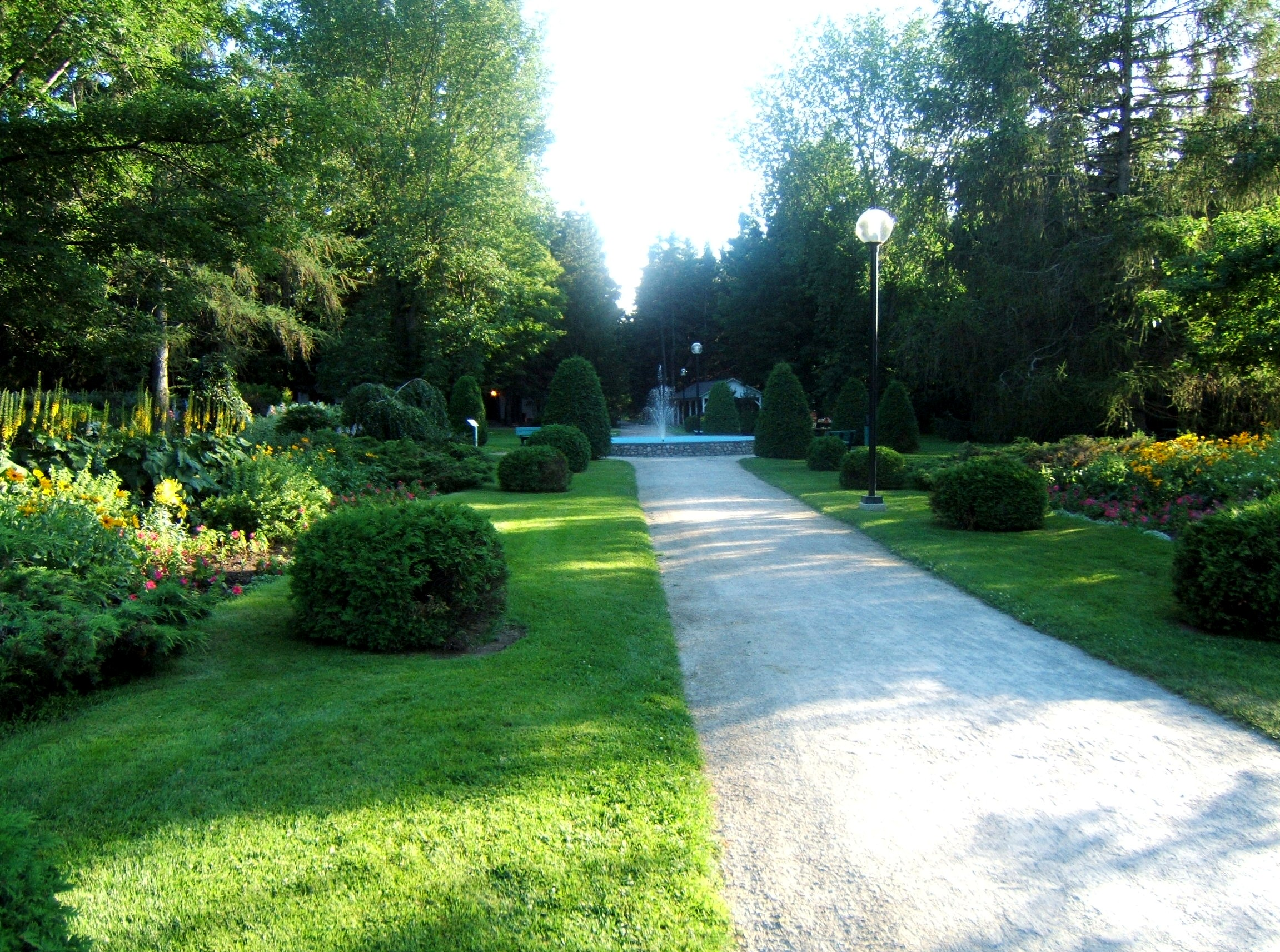
L'entrata del parco Lepage, polmone verde al centro della città

### La notte rossa
Il 6 maggio 1950, Rimouski fu teatro di un incendio che distrusse 319 case. Quest'evento fu chiamato "la notte rossa". L'incendio cominciò nel cortile della Price Brothers and Company sulla riva occidentale del fiume Rimouski e in poco tempo arrivò sull'altra riva e si diffuse attraverso la città spinto da forti venti. Nonostante gli ingenti danni, non si registrarono vittime. Da allora una leggenda popolare narra che quella notte un sacerdote spruzzò acqua santa intorno alla cattedrale della città e che il fuoco non abbia attraversato la linea.

## Economia

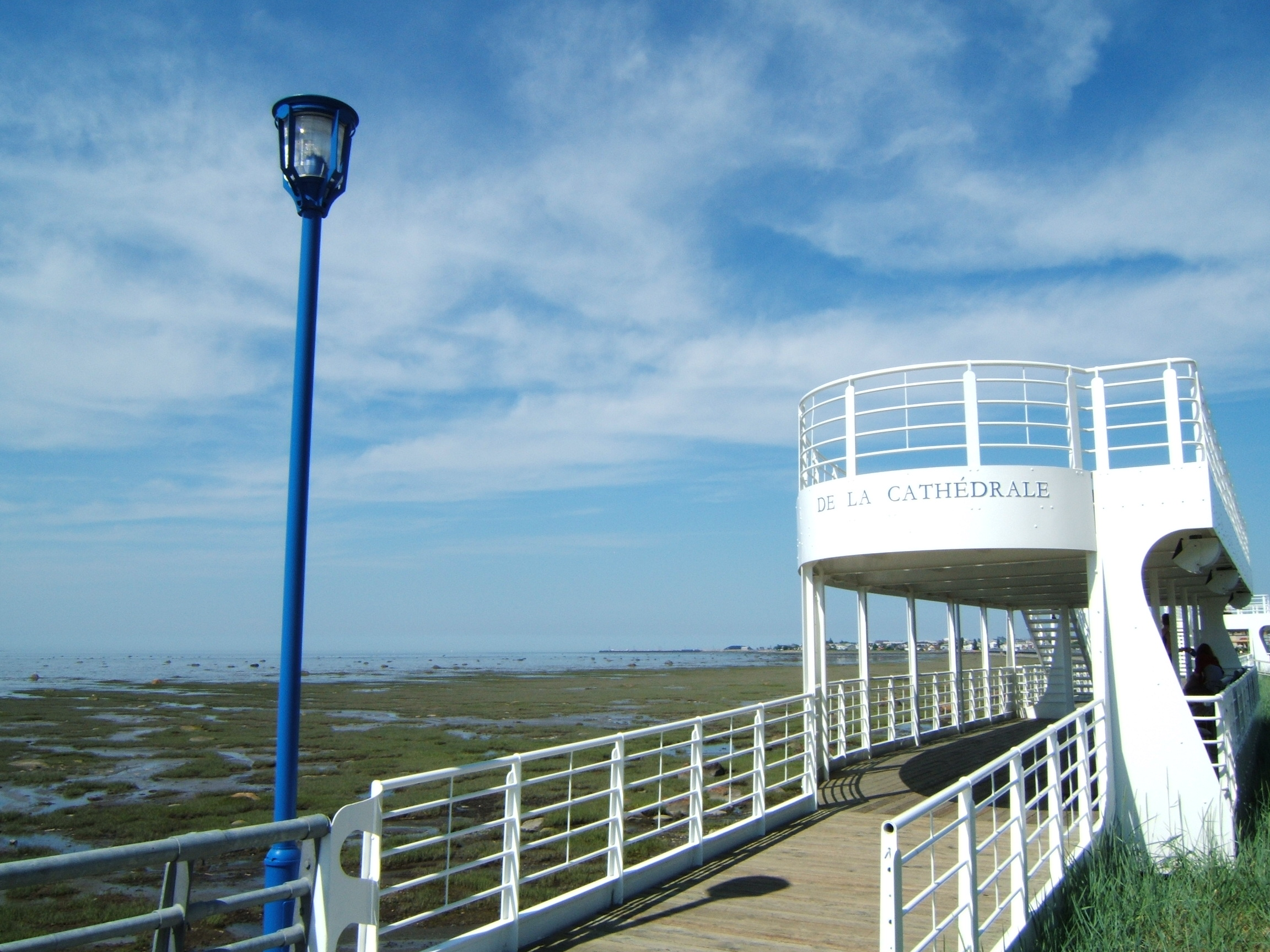
Il lungomare di Rimouski

La vocazione marittima di Rimouski è innegabile. È sede dell'istituto marittimo del Québec (IMQ), unico nella provincia, che forma una manovalanza specializzata nei settori del mare (meccanica navale, logistica del trasporto marittimo, architettura navale, ecc.). Vi si trovano anche centri di ricerca di importanza internazionale: l'istituto delle scienze del mare (ISMER), innovazione marittima, l'istituto Maurice-Lamontagne (IML) del ministero federale della pesca e degli oceani e l'osservatorio di San Lorenzo (OSL). E più recentemente, il centro di ricerca sulle biotecnologie marine (CRBM).

## Cultura
Rimouski ha una ricca vita culturale. Ogni anno ospita il Festi Jazz International e il festival internazionale del film di Rimouski, un festival di film per bambini. Una delle sue attrazioni turistiche principali è la storica località marittima di Pointe-au-Père, teatro della tragedia dell'Empress of Ireland e la stazione di controllo al faro di Pointe-au-Père. Le esposizioni ricordano il naufragio più grave del XX secolo dopo la tragedia del Titanic.
La città ospita ogni anno il salone del libro di Rimouski, il più antico di tutti gli eventi di questo genere in Québec. Fu ideato nel 1964 da un gruppo di donne appassionate di letteratura, per rendere la letteratura più accessibile al pubblico giovane. Il salone presenta ogni anno più di 125 autori della regione e del circondario, con più di 300 case editrici del Québec. Patrocinato dal Canada Heritage, dal Consiglio delle arti del Canada, dalla società di sviluppo degli enti culturali del Québec e dalla città di Rimouski, l'evento attira più di 8 000 ospiti ogni anno in novembre.

## Sport
Gli sport sono presenti con il club di hockey su ghiaccio Océanic che fa parte della lega di hockey junior principale del Québec dal 1995. Campione junior canadese nel 2000 e vicecampione nel 2005 (Coupe Memorial), il club ha allineato molti atleti che da dieci anni hanno successo a livelli superiori: Vincent Lecavalier e Brad Richards (Lightning de Tampa Bay, LNH), Juraj Kolník (Panthers della Floride, LNH), Michel Ouellet (Lightning de Tampa Bay, LNH) e Sébastien Caron (Ducks d'Anaheim, LNH), e molti altri. Chi che attira attualmente l'attenzione è il giovane Sidney Crosby, una delle stelle ascendenti della lega nazionale di hockey, ingaggiato dai Penguins di Pittsburgh nell'estate 2005. La stazione di sci Mont-Comi, situata circa a 30 minuti a sud-est della città ospita un'importante ricorrenza annuale: la snowmission. Rimouski ha accolto i giochi del Québec durante l'inverno 1975 e durante l'inverno 2001.